# 東堤湾畔
座標: 北緯22度17分13秒 東経113度56分23秒 / 北緯22.287073度 東経113.939592度

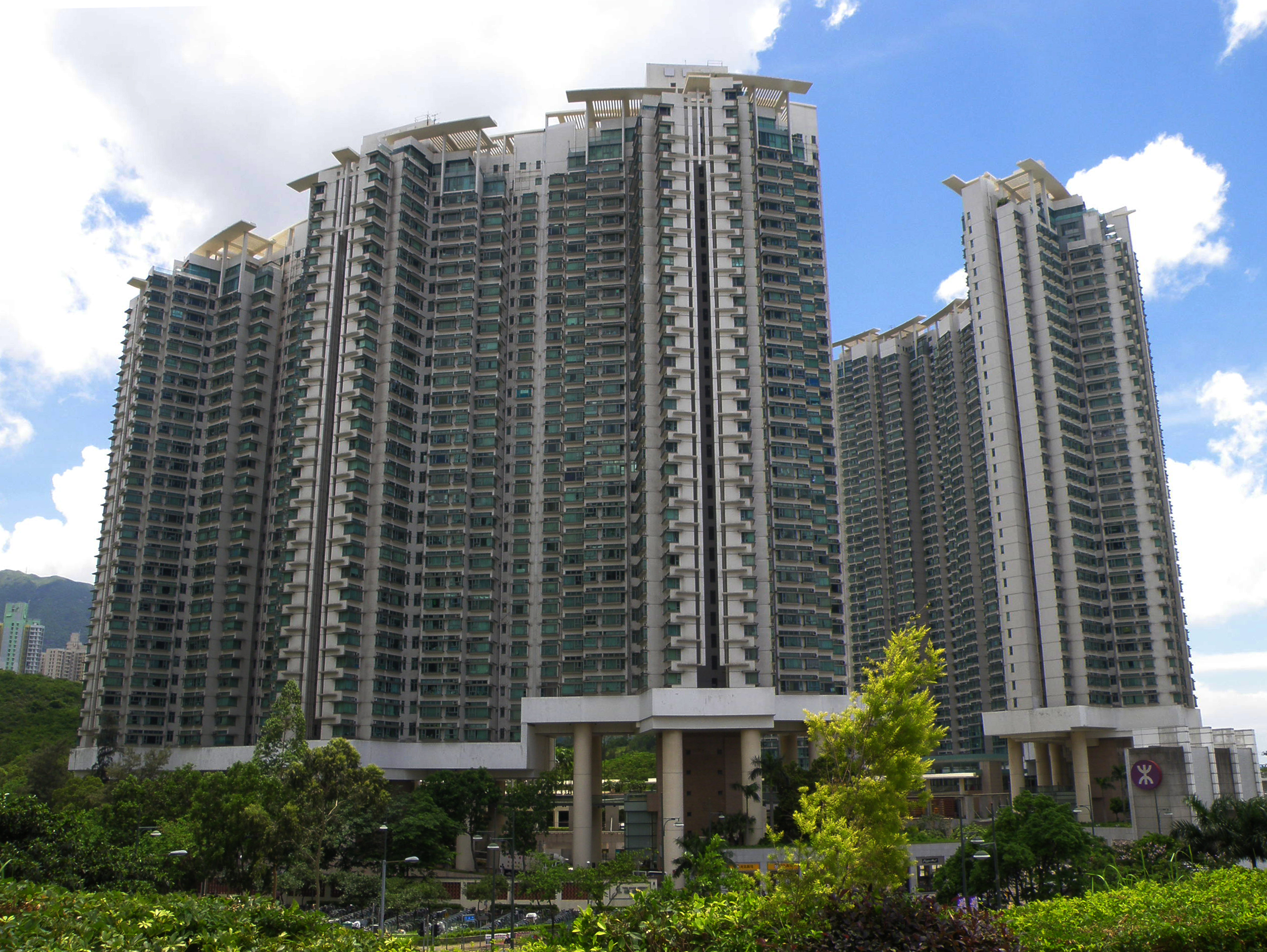
南東方向から見た東堤湾畔

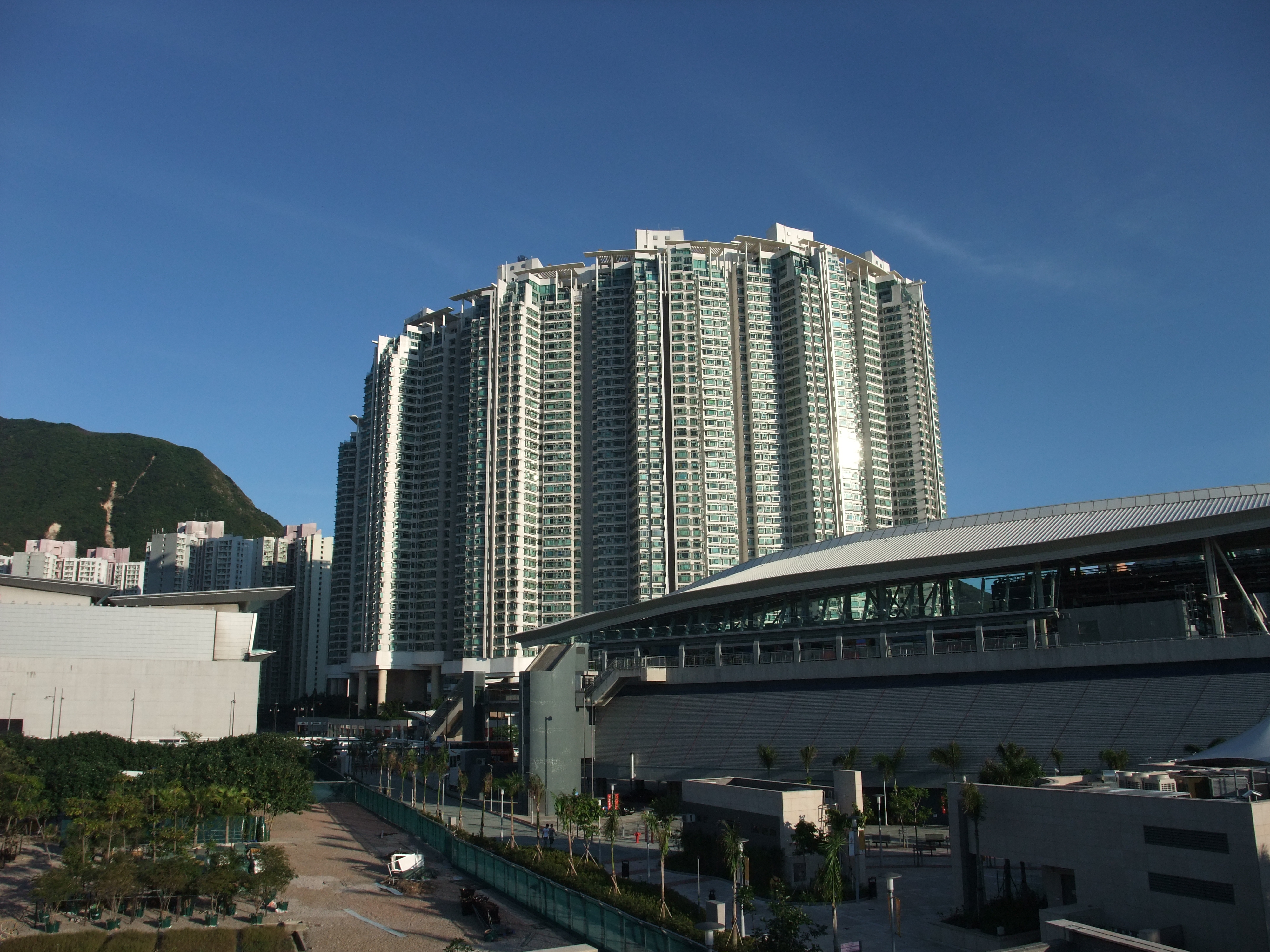
東堤湾畔（左から）5 - 9棟。手前は東涌駅

東堤湾畔（とうていわんぱん、トンチョンクレセント、英語: Tung Chung Crescent）は、香港新界大嶼山東涌慶東街1号に位置する大型住宅である。香港鉄路（現在の香港MTR）、恒基兆業地産、新世界発展、太古地産、恒隆地産、新鴻基地産が開発に携わり、1999年8月から12月にかけて完成した。初期段階の価格は平均して3,138香港ドル。8棟の29階から43階の住宅とクラブハウスから構成され、2,158の部屋と507台の駐車場が存在する。東堤湾畔の設計は、呉享洪建築士有限公司が担当し、1999年の香港建築士学会で銀メダルを獲得している。

## 建物
第4棟は建設されていない。
| 棟      | 階数 | 棟      | 階数 |
| ------- | ---- | ------- | ---- |
| 第 1 棟 | 29   | 第 2 棟 | 31   |
| 第 3 棟 | 31   | 第 5 棟 | 34   |
| 第 6 棟 | 37   | 第 7 棟 | 40   |
| 第 8 棟 | 42   | 第 9 棟 | 43   |

## 施設
主要施設には、80,000平方フィートのクラブハウス、円形広場（15平方フィート）、庭園がある。クラブハウスは2層になっており、屋外プール、ジャグジー、テニスコート、バスケットボールコート、屋内多目的運動場、フィットネス室、児童遊具が設置されている。

## 周辺施設
住宅周辺にはMTR・昂坪360の東涌駅、バス停留所、東涌郵便局、東涌遊泳池、大型ショッピングセンター東薈城が存在する。

## ギャラリー

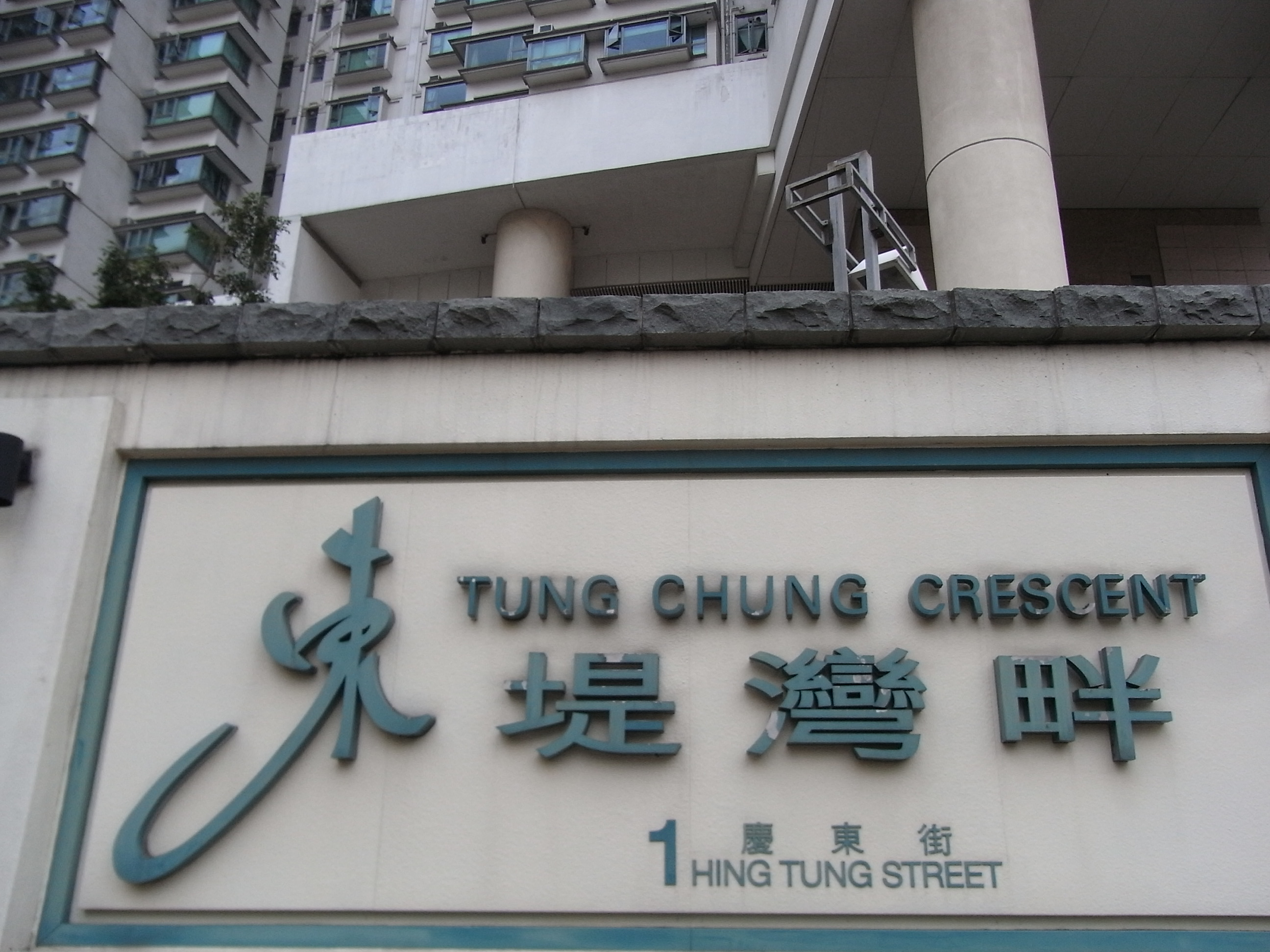
東堤湾畔
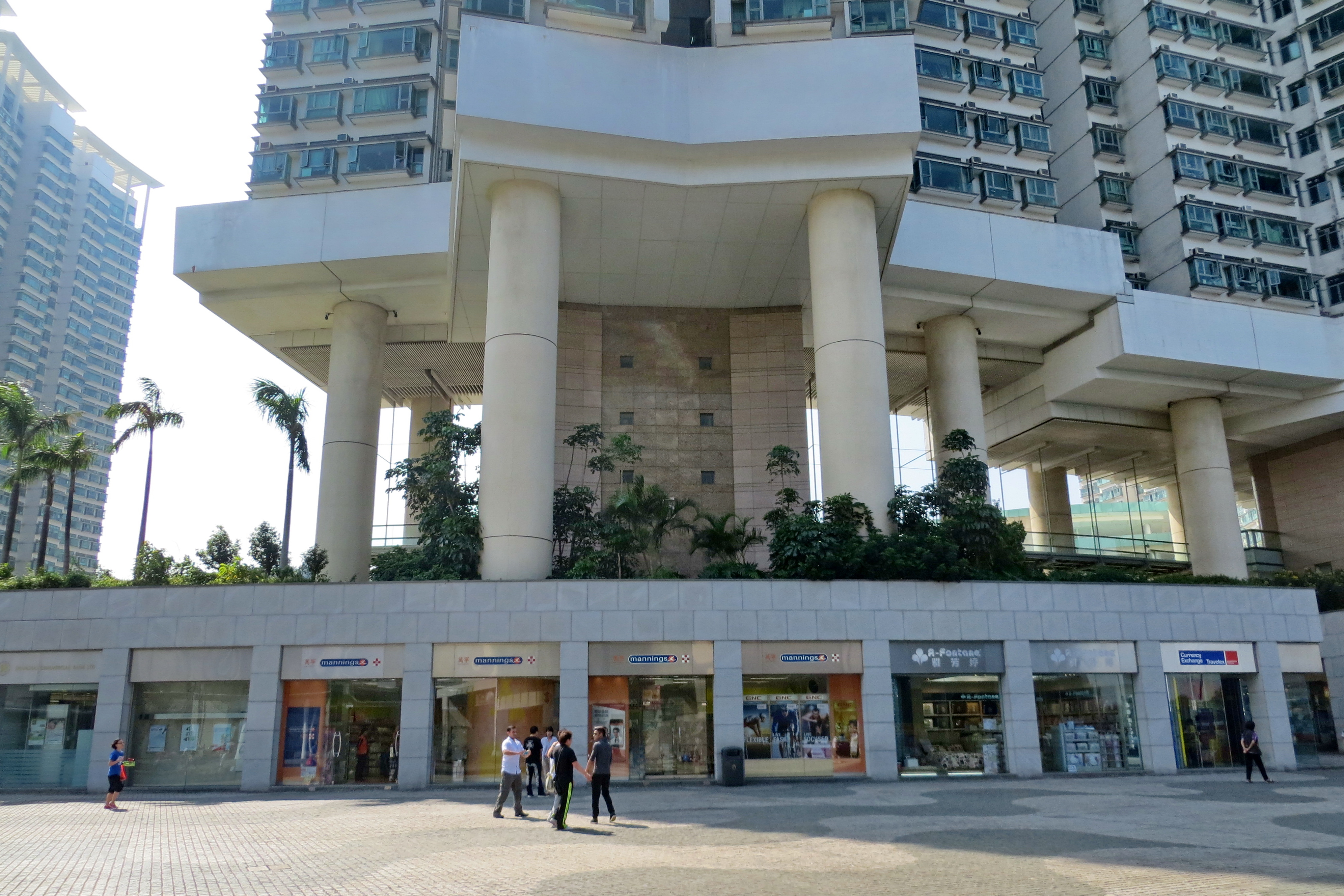
東堤湾畔の商店
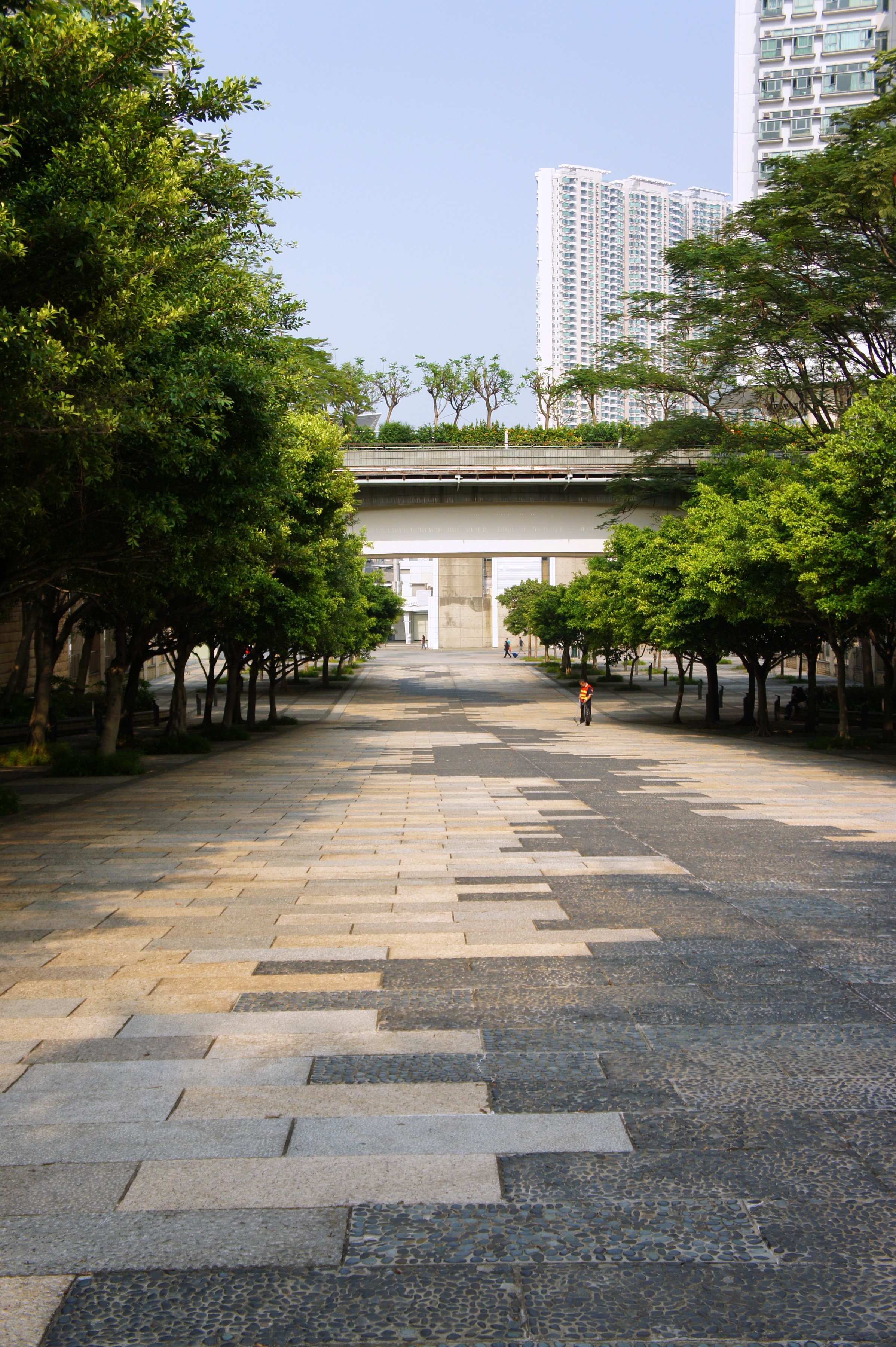
東堤湾畔の広場。真ん中の黒色は入り江を、両側の茶褐色は稲田をイメージしている
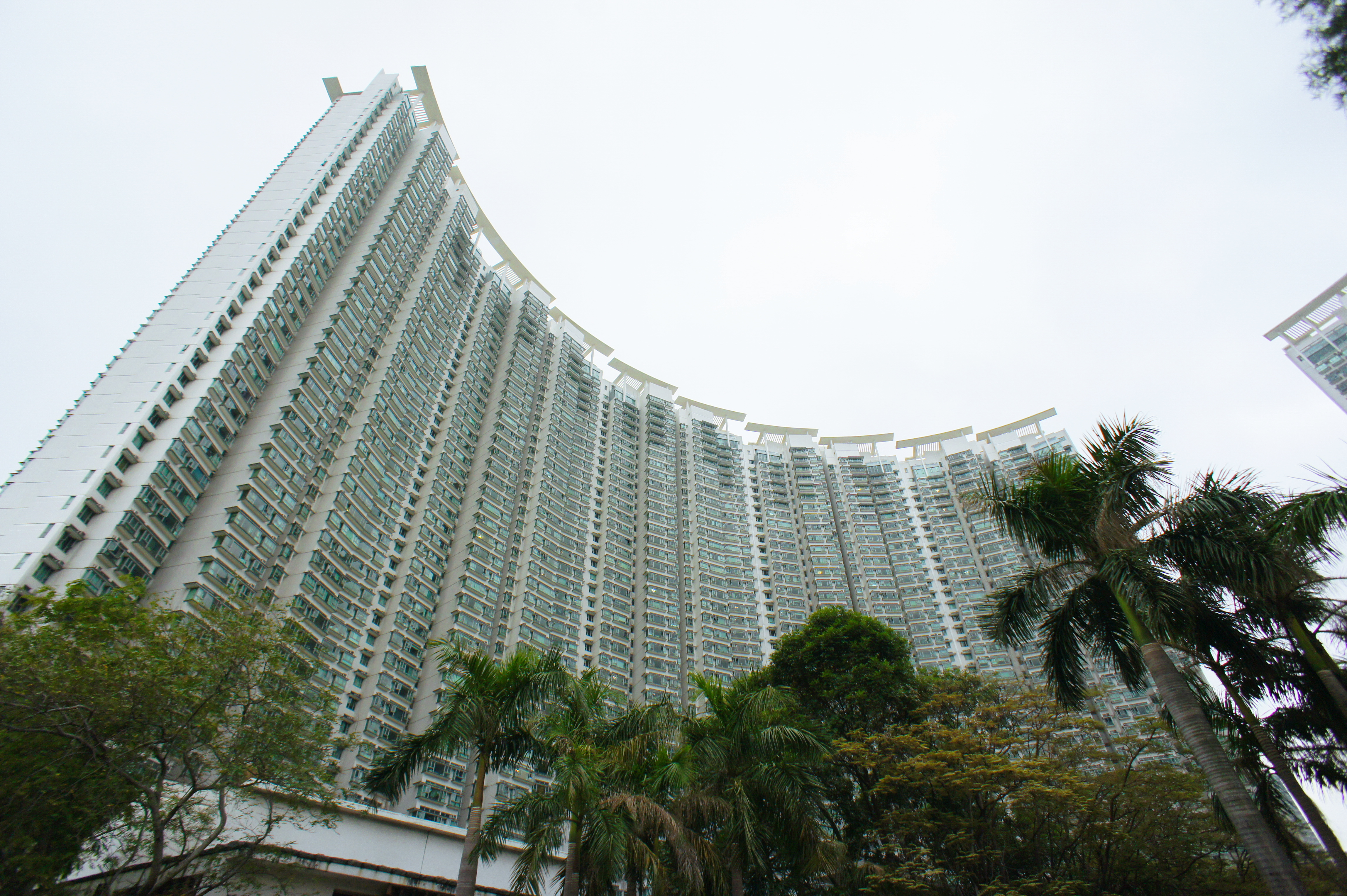
順東路から北を向くと東堤湾畔の第5 - 9棟が見える